# Mongolistika
Mongolistika je vědní obor zabývající se studiem mongolského jazyka, historií, kulturou ale i obecnou problematikou týkající se Mongolska.

## Čeští mongolisté
- Jiří Šíma
- Pavel Poucha